# کاهش جمعیت دوزیستان

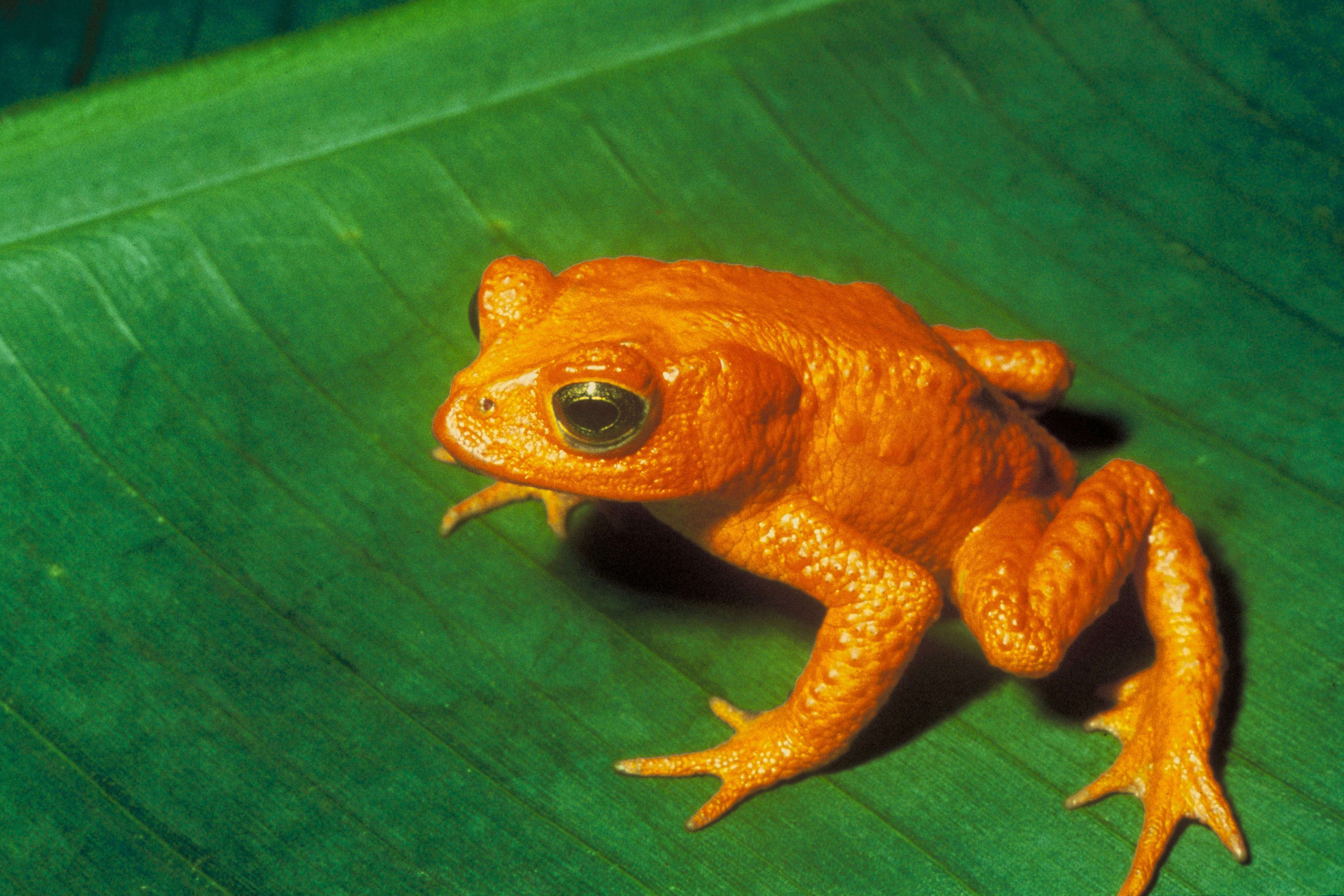
وزغ طلایی مونته‌ورده، کاستاریکا، جزو اولین قربانیان کاهش دوزیستان بود. قبلاً فراوان بود، آخرین بار در سال ۱۹۸۹ دیده شد.

از دهه ۱۹۸۰، کاهش جمعیت دوزیستان، در قالب کاهش جمعیت و انقراض دسته جمعی محلی، در نقاط مختلف جهان مشاهده شده‌است. این کاهش‌ها به عنوان یکی از خطرناک‌ترین تهدیدها برای تنوع زیستی جهانی شناخته می‌شوند.
تحقیقات اخیر سال ۲۰۰۷ نشان می‌دهد که ظهور مجدد انواع قارچ دیگچه‌ای دوزیستان ممکن است بخش قابل‌توجهی از کاهش کلی را تشکیل دهد. مقاله جدیدتر در سال ۲۰۱۸ منتشرشده در ساینس (Science) این را تأیید می‌کند.
چندین علت نیز ممکن است در این موضوع مداخله داشته باشند، از جمله بیماری‌های دیگر، تخریب و اصلاح زیستگاه، بهره‌برداری، آلودگی، استفاده از آفت‌کش‌ها، گونه‌های معرفی‌شده و اشعه ماوراء بنفش B (UV-B). با این حال، بسیاری از علت‌های کاهش دوزیستان هنوز به خوبی درک نشده‌اند، و این موضوع در حال حاضر موضوع تحقیقات مداوم بسیاری است. محاسبات بر اساس نرخ انقراض نشان می‌دهد که نرخ فعلی انقراض دوزیستان می‌تواند ۲۰۱ برابر بیشتر از نرخ انقراض پس زمینه باشد و اگر گونه‌های در حال انقراض نیز در محاسبات لحاظ شوند، این تخمین به ۲۵۰۰۰ تا ۴۵۰۰۰ برابر می‌رسد.
اگرچه دانشمندان در دهه ۱۹۵۰ شروع به مشاهده کاهش جمعیت چندین گونه دوزیست اروپایی کردند، آگاهی از این پدیده به عنوان یک مشکل جهانی و طبقه‌بندی بعدی آن به عنوان یک انقراض جمعی امروزی تنها به دهه ۱۹۸۰ برمی گردد. تا سال ۱۹۹۳، بیش از ۵۰۰ گونه قورباغه و سمندر موجود در هر پنج قاره رو به زوال بودند.

## زمینه
در سه دهه گذشته، کاهش جمعیت دوزیستان (موجوداتی که شامل قورباغه‌ها، وزغ‌ها، سمندرها، نیوت‌ها و کیسیلیان‌ها می‌شود) در سرتاسر جهان رخ داده‌ است. در سال ۲۰۰۴، نتایج اولین ارزیابی جهانی جمعیت دوزیستان، منتشر شد. این نشان داد که ۳۲٪ از گونه‌ها در جهان در معرض خطر هستند و حداقل ۴۳٪ نوعی کاهش جمعیت را تجربه می‌کنند، و بین ۹ تا ۱۲۲ گونه از سال ۱۹۸۰ تا سال ۲۰۱۰ منقرض شده‌اند. فهرست قرمز IUCN که شامل ارزیابی جهانی دوزیستان است، ۶۵۰ گونه دوزیست را به عنوان "به شدت در معرض خطر " و ۳۵ گونه را به عنوان " منقرض شده " فهرست می‌کند. علیرغم خطر زیادی که این گروه با آن مواجه است، شواهد اخیر نشان می‌دهد که عموم مردم نسبت به این مشکل و سایر مشکلات زیست‌محیطی تا حد زیادی بی‌تفاوت هستند. به نظر می‌‌رسد تغییرات آب و هوایی نیز مسئول کاهش شدید جمعیت در سال‌های اخیر باشد. این کاهش جمعیت به ویژه در غرب ایالات متحده، آمریکای مرکزی، آمریکای جنوبی، شرق استرالیا و فیجی شدید بوده‌است. در حالی که فعالیت‌های انسانی باعث از بین رفتن بسیاری از تنوعات زیستی جهان می‌شود، به نظر می‌رسد که اثرات مخرب آنها روی دوزیستان نسبت به سایر رده‌های موجودات زنده به مراتب بیشتر است. از آنجا که دوزیستان به‌طور کلی یک چرخه زندگی دو مرحله‌ای دارند و شش‌های آنها هم با آب و هم با خشکی سازگار هستند اما دوزیستان بالغ با اثرات محیطی زمینی و آبی ناسازگار هستند. از آنجایی که پوست آنها نفوذپذیری بالایی دارد، ممکن است نسبت به سایر موجودات مانند پرندگان یا پستانداران نسبت به سموم موجود در محیط حساس‌تر باشند. بسیاری از دانشمندان بر این باورند که کاهش جمعیت گونه‌های دوزیستان نشان می‌دهد که گروه‌های دیگری از حیوانات و گیاهان به زودی در معرض خطر قرار خواهند گرفت.
کاهش جمعیت دوزیستان اولین بار در اواخر دهه ۱۹۸۰ کشف شد [نیاز به منبع]، زمانی که جمع بزرگی از هرپتولوژیست‌ها متوجه کاهش جمعیت در گونه‌های مختلف دوزیستان در سراسر جهان شدند. در میان این گونه‌ها، وزغ طلایی (Bufo periglenes) بومی مونته‌ورده از همه برجسته‌تر است. این یک موضوع جدی در تحقیقات علمی بود تا اینکه جمعیت‌ها به‌طور ناگهانی در سال ۱۹۸۷ کاهش پیدا کردند و تا سال ۱۹۸۹ به‌طور کامل ناپدید شدند) و وزغ طلایی نیز در همان زمان ناپدید شد. از آنجایی که این گونه‌ها در منطقه بکر جنگل ابری Monteverde قرار داشتند و این انقراض‌ها نمی‌توانست با فعالیت‌های محلی انسان مرتبط باشد، این موضوع نگرانی زیادی را در بین زیست‌شناسان برانگیخت.

## کاهش اولیه
هنگامی که کاهش دوزیستان برای اولین بار به عنوان یک مسئله حفاظتی در اواخر دهه ۱۹۸۰ مطرح شد، برخی از دانشمندان در مورد واقعیت و گرانش موضوع حفاظت متقاعد نشدند. برخی از زیست شناسان استدلال کردند که جمعیت بیشتر موجودات، از جمله دوزیستان، به‌طور طبیعی در طول زمان متفاوت است. آنها استدلال کردند که فقدان داده‌های بلندمدت در مورد جمعیت دوزیستان، تعیین اینکه آیا کاهش‌های حکایتی گزارش‌شده توسط زیست‌شناسان ارزش زمان و هزینه (اغلب محدود) تلاش‌های حفاظتی را دارد یا خیر. نیازمند منبع
با این حال، از زمان این شک اولیه، زیست شناسان به اجماع رسیده‌اند که کاهش جمعیت دوزیستان یک تهدید واقعی و شدید برای تنوع زیستی است. این اجماع با افزایش تعداد مطالعاتی که جمعیت‌های دوزیستان را پایش می‌کردند، مشاهده مستقیم مرگ‌ومیر انبوه در مکان‌های بکری که علت ظاهری نداشتند، و آگاهی از این که کاهش جمعیت‌های دوزیستان طبیعتاً جهانی است، پدیدار شد.

## علت‌های دیگر
توضیحات دیگر متعددی برای علت کاهش جمعیت دوزیستان ارائه شده‌است. بیشتر یا همه این علت‌ها با برخی کاهش جمعیت همراه بوده‌اند، بنابراین هر یک از علت‌ها احتمالاً در شرایط خاصی تأثیر می‌گذارند، اما در موارد دیگر تأثیر نمی‌گذارند. بسیاری از علت‌های کاهش دوزیستان به خوبی شناسایی شده و به نظر می‌رسد گروه‌های دیگر از موجودات و همچنین دوزیستان را تحت تأثیر قرار دهد. این علت‌ها شامل تخریب و تکه‌تکه شدن زیستگاه، شکارچیان یا رقبای معرفی شده، گونه‌های معرفی شده، آلودگی و استفاده بیش از حد از آفت کش‌ها است. با این حال، بسیاری از کاهش یا انقراض دوزیستان در زیستگاه‌های خوب که در آن تخریب‌هایی به احتمال زیاد رخ نمی‌دهد، رخ داده‌است. دلایل این کاهش پیچیده‌است، اما بسیاری از آنها را می‌توان به بیماری‌های نوظهور، تغییرات آب و هوا، افزایش تشعشعات فرابنفش-B نسبت داد.
نور مصنوعی به عنوان یکی دیگر از دلایل دیگر گفته شده‌است. حشرات جذب نورهایی می‌شوند که آنها را در زیستگاه‌های دوزیستان کمیاب تر می‌کند و در نتیجه، آنها طعمه‌ای ندارند و از گرسنگی تلف می‌شوند.

### تغییر زیستگاه
تغییر یا تخریب زیستگاه یکی از چشمگیرترین مسائلی است که گونه‌های دوزیستان را در سراسر جهان تحت تأثیر قرار می‌دهد. از آنجایی که دوزیستان به‌طور کلی برای زنده ماندن به زیستگاه‌های آبی و خشکی نیاز دارند، تغییرات هر یک از زیستگاه‌ها می‌تواند بر جمعیت‌ها تأثیر بگذارد. از این رو، دوزیستان ممکن است نسبت به موجوداتی که فقط به یک نوع زیستگاه نیاز دارند، نسبت به تغییر زیستگاه آسیب پذیرتر باشند. تغییرات آب و هوایی در مقیاس بزرگ ممکن است باعث تغییر بیشتر زیستگاه‌های آبی شود و از تخم ریزی کامل دوزیستان جلوگیری کند.

### نابودی زیستگاه
نابود شدن زیستگاه زمانی اتفاق می‌افتد که زیستگاه‌ها با تغییر زیستگاه جدا می‌شوند، مانند زمانی که منطقه کوچکی از جنگل به‌طور کامل توسط مزارع کشاورزی احاطه شده‌است. جمعیت‌های کوچکی که در چنین قطعاتی زنده می‌مانند اغلب در معرض رانش ژنتیکی یا انقراض به دلیل نوسانات کوچک در محیط هستند.

### آلودگی‌های شیمیایی
شواهدی از آلاینده‌های شیمیایی وجود دارد که باعث ناهنجاری‌های رشد قورباغه می‌شوند (اندام‌های اضافی یا چشم‌های ناقص). آلاینده‌ها اثرات متفاوتی بر قورباغه‌ها دارند. برخی سیستم عصبی مرکزی را تغییر می‌دهند. برخی دیگر باعث اختلال در تولید و ترشح هورمون می‌شوند. مطالعات تجربی همچنین نشان داده‌است که قرار گرفتن در معرض علف‌کش‌های رایج مانند گلایفوسیت (نام تجاری راندآپ) یا حشره‌کش‌هایی مانند مالاتیون یا کارباریل، مرگ و میر قورباغه‌ها را تا حد زیادی افزایش می‌دهد. مطالعات اضافی نشان داده‌است که مراحل بالغ زمینی دوزیستان نیز نسبت به مواد غیرفعال در Roundup حساس هستند، به ویژه POEA که یک سورفکتانت است. اگرچه تغییر جنسیت در برخی از گونه‌های قورباغه به‌طور طبیعی در محیط‌های بکر اتفاق می‌افتد، برخی آلاینده‌های شبیه استروژن می‌توانند به زور این تغییرات را ایجاد کنند. در مطالعه‌ای که در آزمایشگاهی در دانشگاه اوپسالا در سوئد انجام شد، بیش از ۵۰ درصد قورباغه‌هایی که در معرض سطوح آلاینده‌های استروژن مانند موجود در آب‌های طبیعی اروپا و ایالات متحده قرار گرفتند، ماده شدند. قورباغه‌هایی که حتی در معرض ضعیف‌ترین غلظت استروژن قرار داشتند، دو برابر بیشتر احتمال داشت که ماده شوند، در حالی که تقریباً تمام گروه کنترل که بیشترین دوز را دریافت کردند، ماده شدند.
در حالی که بیشتر اثرات آفت کش‌ها احتمالاً محلی و محدود به مناطق نزدیک به کشاورزی است، شواهدی از کوه‌های سیرا نوادا در غرب ایالات متحده وجود دارد که نشان می‌دهد آفت کش‌ها مسافت‌های طولانی را به مناطق بکر از جمله پارک ملی یوسمیت در کالیفرنیا می‌پیمایند.
برخی شواهد اخیر نشان می‌دهد که ازن به عنوان یک عامل احتمالی کمک کننده در کاهش دوزیستان در سراسر جهان است.

### دگرگونی اقلیم
مانند بسیاری از موجودات دیگر، افزایش تشعشعات ماوراء بنفش B (UVB) به دلیل تخریب لایه اوزون و عوامل دیگر ممکن است به DNA دوزیستان، به ویژه تخم‌های آنها آسیب برساند. میزان خسارت به مرحله زندگی، نوع گونه و سایر پارامترهای محیطی بستگی دارد. سمندرها و قورباغه‌هایی که فتولیاز کمتری تولید می‌کنند، آنزیمی که با آسیب DNA ناشی از اشعه UVB مقابله می‌کند، بیشتر در معرض اثرات از بین رفتن لایه اوزون هستند. قرار گرفتن در معرض اشعه ماوراء بنفش ممکن است گونه خاصی یا مرحله زندگی را از بین نبرد، اما ممکن است باعث آسیب کشنده شود.
بیش از سه دوجین گونه از دوزیستان مورد مطالعه قرار گرفته‌اند که اثرات شدید آنها در بیش از ۴۰ نشریه در مجلات معتبر که نماینده نویسندگانی از آمریکای شمالی، اروپا و استرالیا هستند گزارش شده‌است. رویکردهای محفظه تجربی برای تعیین اثرات UVB روی مراحل تخم‌مرغ مورد انتقاد قرار گرفته‌اند. به عنوان مثال، توده‌های تخم در اعماق آب بسیار کم عمق تر از معمول برای مکان‌های تخم‌گذاری طبیعی قرار می‌گیرند. در حالی که تابش UVB یک عامل استرس زا مهم برای دوزیستان است، تأثیر آن بر مرحله تخم ممکن است اغراق شده باشد.
تغییرات آب و هوایی انسانی احتمالاً تأثیر عمده ای بر کاهش دوزیستان داشته‌است. به عنوان مثال، در جنگل ابری مونته‌ورده، یک سری سال‌های غیرعادی گرم منجر به ناپدید شدن دسته جمعی قورباغه هارلکین مونته‌ورد و وزغ طلایی شد. افزایش سطح پوشش ابر، در نتیجه مهندسی زمین به و گرم شدن زمین، که باعث گرم شدن شب‌ها و سرد شدن دمای روز شده‌است، عامل تسهیل رشد و تکثیر قارچ Batrachochytrium dendrobatidis (عامل ایجادکننده آن) است. عفونت قارچی کیتریدیومیکوز.

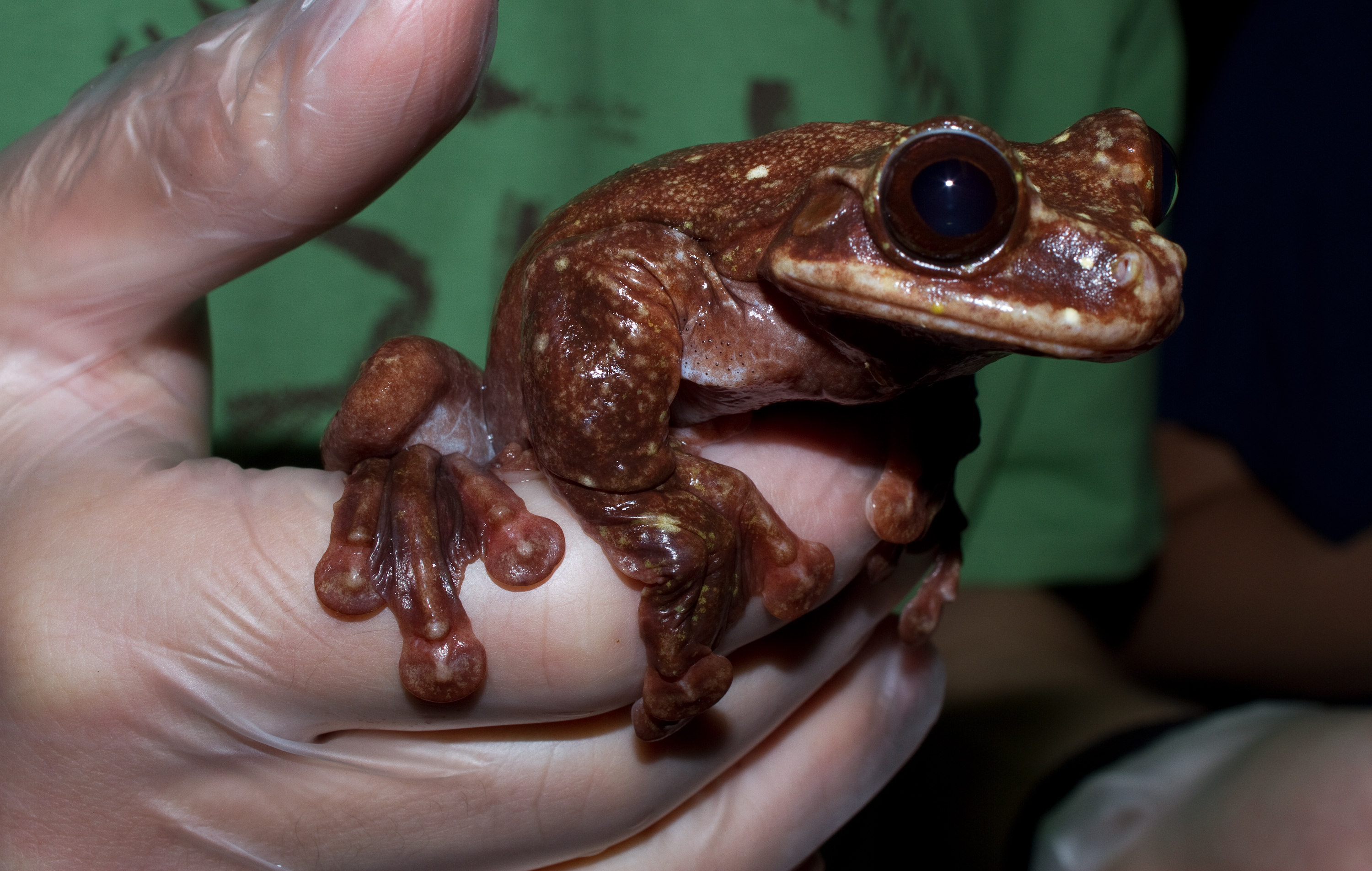
یک نر بالغ Ecnomiohyla rabborum در باغ گیاه‌شناسی آتلانتا، گونه ای که توسط Batrachochytrium dendrobatidis در زیستگاه بومی خود ناپدید شده‌است. این آخرین عضو شناخته شده بازمانده از گونه خود بود و پس از اینکه در ۲۸ سپتامبر ۲۰۱۶ مرد، به نظر می‌رسد که این گونه کاملاً منقرض شده‌است

اگرچه علت اصلی این مرگ و میر کیترید بود، تغییرات آب و هوایی نقش اساسی در انقراض‌ها داشت. محققان این ارتباط ظریف را در فرضیه همه گیر مرتبط با آب و هوا گنجانده‌اند، که تغییرات آب و هوایی را به عنوان یک عامل کلیدی در انقراض دوزیستان در کاستاریکا و جاهای دیگر تصدیق می‌کند.
شواهد جدید نشان داده‌است که گرم شدن کره زمین می‌تواند به‌طور مستقیم وضعیت بدن و بقای وزغ‌ها را تخریب کند. علاوه بر این، این پدیده اغلب با تغییر چشم‌انداز، آلودگی، و تهاجم گونه‌ها در تأثیرگذاری بر انقراض دوزیستان تبانی می‌کند.

### بیماری‌ها
تعدادی از بیماری‌ها با مرگ و میر دسته جمعی یا کاهش جمعیت دوزیستان مرتبط بوده‌اند، از جمله بیماری «پای قرمز» (Aeromonas hydrophila)، راناویروس (خانواده Iridoviridae), Anuraperkinsus، و chytridiomycosis. به‌طور کامل مشخص نیست که چرا این بیماری‌ها به‌طور ناگهانی جمعیت دوزیستان را تحت کاهش قرار داده‌اند، اما برخی شواهد نشان می‌دهد که این بیماری‌ها ممکن است توسط انسان منتشر شده باشد، یا ممکن است زمانی که با سایر عوامل محیطی ترکیب شوند، خطرناک تر باشند.

### ریبیرویا
شواهد قابل توجهی وجود دارد که نشان می‌دهد پلاتی هلمینت‌های ترماتود انگلی (نوعی فلوک) به ناهنجاری‌های رشدی و کاهش جمعیت دوزیستان در برخی مناطق کمک کرده‌اند. این ترماتودهای جنس ریبیرویا دارای یک چرخه زندگی پیچیده با سه گونه میزبان هستند. اولین میزبان شامل تعدادی از گونه‌های حلزون آبزی است. مراحل اولیه لاروی ترماتودها سپس به قورباغه‌های آبزی منتقل می‌شوند، جایی که متاسرکریا (لارو) در جوانه‌های اندام رشد می‌کنند. این مراحل زندگی متحرک باعث ایجاد ناهنجاری‌های رشدی در قورباغه‌های پس از دگرگونی می‌شود، از جمله اندام‌های اضافی یا از دست رفته. این ناهنجاری‌ها باعث افزایش شکار قورباغه توسط پرندگان آبزی، میزبان نهایی ترماتود می‌شود.
یک مطالعه نشان داد که سطوح بالای مواد مغذی مورد استفاده در فعالیت‌های کشاورزی و دام‌داری باعث عفونت‌های انگلی می‌شود که باعث بدشکلی قورباغه‌ها در استخرها و دریاچه‌ها در سراسر آمریکای شمالی شده‌است. این مطالعه نشان داد که افزایش سطوح نیتروژن و فسفر باعث افزایش شدید فراوانی ترماتودها می‌شود و انگل‌ها متعاقباً در اندام‌های در حال رشد قورباغه‌ها کیست تشکیل می‌دهند که باعث از دست رفتن اندام‌ها، اندام‌های اضافی و سایر ناهنجاری‌های شدید از جمله پنج یا شش عضو اضافی یا حتی بدون اندام می‌شود.

### گونه معرفی‌شده
شکارچیان و رقبای غیر بومی نیز بر روی زنده ماندن قورباغه‌ها در زیستگاه آنها تأثیر می‌گذارند. قورباغه پای زرد کوهی که معمولاً در دریاچه‌های سیرا نوادا زندگی می‌کند، به دلیل ذخیره ماهی‌های غیربومی (قزل آلا) برای ماهیگیری تفریحی، تعدادشان کاهش یافته‌است. قورباغه‌ها و قورباغه‌های در حال رشد به تعداد زیاد طعمه ماهی می‌شوند. این تداخل در دگردیسی سه ساله قورباغه باعث کاهشی می‌شود که در سراسر اکوسیستم آنها آشکار است.

### افزایش سطوح نویز
قورباغه‌ها و وزغ‌ها بسیار پر سروصدا هستند و رفتار آمیزش جنسی آنها اغلب شامل استفاده از صداها است. پیشنهاداتی وجود دارد مبنی بر اینکه افزایش سطح سر و صدا ناشی از فعالیت‌های انسانی ممکن است در کاهش آنها نقش داشته باشد. در یک مطالعه در تایلند، نشان داده شد که افزایش سطح سر و صدای محیط باعث کاهش تماس در برخی گونه‌ها و افزایش در برخی دیگر می‌شود. با این حال، این دلیلی برای کاهش گسترده نشان داده نشده‌است.

## علائم کاهش جمعیت
مراحل ابتدایی کاهش جمعیت دوزیستان نشانه‌هایی دارد که به‌طور بالقوه به شناسایی گونه‌های در معرض خطر در تلاش‌ها برای حفاظت، کمک می‌کنند. یکی از این نشانه‌ها بی‌ثباتی رشدی جمعیت است که به عنوان یک نشانه از تخریب محیط زیست ثابت شده‌ است. این بی‌ثباتی می‌تواند حساسیت به بیماری‌هایی مانند کیتریدیومیکوز را افزایش دهد و در نتیجه منجر به کاهش یافتن جمعیت دوزیستان شود. به عنوان مثال، در مطالعه‌ای که در کوئیزلند استرالیا انجام شد، کاهش جمعیت دو گونه دوزیست، نشانه‌های زیادی از عدم تقارن اندام را در سال‌های قبل از کاهش نشان می‌دادند و که یکی از آنها منقرض شده بود،. نیازمند منبع یاد دادن نحوه شناسایی کردن چنین نشانه‌هایی در دوره بحرانی قبل از کاهش جمعیت، ممکن است تا حد زیادی به تلاش‌های حفاظتی کمک کند و وضعیت را بهبود ببخشد.

## اقدامات حفاظتی
DAPTF گروه ویژه کاهش جمعیت دوزیستان در سال ۱۹۹۰ بود. خبرهای مختلف نتایج را از طریق خبرنامه Froglog اطلاع‌رسانی کرد.
بخش عمده‌ای از این تحقیقات در گزارش اولین ارزیابی جهانی دوزیستان (GAA) گزارش شد. این گزارش در سال ۲۰۰۴ منتشر شد و هر گونه دوزیست شناخته شده را بر اساس معیارهای فهرست قرمز آی‌یوس‌ان ارزیابی کرد. این نشان داد که تقریباً یک سوم گونه‌های دوزیستان در معرض خطر انقراض قرار دارند. در نتیجهٔ این یافته‌های تکان دهنده، جلسه‌هایی دربارهٔ حفاظت از دوزیستان در سال ۲۰۰۵ برگزار شد.
نتیجه‌های جلسات حفاظت از دوزیستان، منجر به اولین برنامه اقدام حفاظت از دوزیستان (ACAP) و ادغام DAPTF و گروه تخصصی جهانی دوزیستان در گروه تخصصی دوزیستان SSC IUCN (ASG) شد. ACAP اقدامات مورد نیاز برای مقابله با این بحران، از جمله اقدامات اولویت دار در زمینه‌های مختلف موضوعی را انجام داد. ASG یک شبکه جهانی متشکل از کارشناسان اختصاصی است که برای ارائه پایه‌های علمی برای اقدامات مؤثر حفاظت از دوزیستان در سراسر جهان کار می‌کند.
در ۱۶ فوریه ۲۰۰۷، دانشمندان سراسر جهان در آتلانتا، ایالات متحده، گرد هم آمدند تا گروهی به نام کشتی دوزیستان را تشکیل دهند تا با شروع برنامه‌های پرورش در اسارت، بیش از ۶۰۰۰ گونه از دوزیستان را از منقرض شدن نجات دهند. در سال‌های ۲۰۰۷ و ۲۰۱۹، ۵۷ درصد افزایش جمعیت در تعداد ۷۷ گونه دیگر مشاهده شده‌است.
بعضی از مناطق مانند استرالیا، قوانین و سیاست‌های آسان‌گیرانه‌تری برای حفاظت از قورباغه‌ها داشتند که این باعث کاهش جمعیت قورباغه‌ها در آنجا شده است. با این حال، ابتکارات محلی در جایی قرار گرفته‌اند که تلاش‌های آگاهانه برای کاهش گرمایش جهانی به تلاشی آگاهانه برای نجات قورباغه‌ها نیز تبدیل می‌شود. در آمریکای جنوبی، جایی که جمعیت دوزیستان در آنجا به طور قابل توجهی کاهش یافته‌است، هیچ سیاست مشخصی برای تلاش برای نجات قورباغه‌ها وجود ندارد.
یک مسئله حیاتی شامل نحوه طراحی مناطق حفاظت شده برای دوزیستان است که شرایط مناسبی را برای بقای آنها فراهم کند. تلاش‌های حفاظتی از طریق استفاده از مناطق حفاظت‌شده، نشان داده‌ است که این عموماً یک راه‌حل موقت برای کاهش و انقراض جمعیت است زیرا دوزیستان با آنجا سازگار می‌شوند. برای بیشتر دوزیستان حفظ بخش زیادی از تنوع ژنتیکی در محیط‌های بزرگ و متنوع‌تر بسیار مهم است.
آموزش دادن به مردم محلی برای محافظت از دوزیستان، همراه با قوانین حفاظت محلی و محدود کردن استفاده از مواد شیمیایی سمی (از جمله برخی کودها و آفت کش‌ها) در مناطق حساس دوزیستان، یک کار بسیار مهم است.